# Enemy Front
Enemy Front — компьютерная игра в жанре шутер от первого лица, разработанная и выпущенная польской компанией City Interactive для ПК, PlayStation 3 и Xbox 360 10 июня 2014 года.
| Русскоязычные издания | Русскоязычные издания |
| Издание               | Оценка                |
| --------------------- | --------------------- |
| PlayGround.ru         | 7/10                  |
| Riot Pixels           | 45 %                  |

## Сюжет
По сюжету корреспондент Роберт Хокинс хотел предупредить весь мир об угрозе со стороны нацистов. Но после небольшого инцидента в Испании его стало преследовать Гестапо. Решив вернуться на родину, Роберт попадает в окружение к противнику и присоединяется к членам восстания Варшавского сопротивления.

## Геймплей
В игре необходимо заниматься шпионажем и устраивать диверсии. Шутер основан на художественной выдумке по мотивам Второй Мировой Войны, а также пропитан чертами первых частей игровой серии Medal of Honor.

## Продажи
Летом 2018 года, благодаря уязвимости в защите Steam Web API, стало известно, что точное количество пользователей сервиса Steam, которые играли в игру хотя бы один раз, составляет 179 268 человек.